# Soyuz TMA-19M
Soyuz TMA-19M fue un vuelo espacial de la nave espacial Soyuz lanzado el 15 de diciembre de 2015. Transportó a tres miembros de la Expedición 46 a la Estación Espacial Internacional. TMA-19M fue el vuelo número 128 de la nave espacial Soyuz, el primero ocurrió en 1967. La tripulación estuvo compuesta por el comandante ruso Yuri Malenchenko acompañado por el astronauta estadounidense Timothy Kopra y el británico Timothy Peake.

## Tripulación
| Puesto               | Miembros de la tripulación                      | Miembros de la tripulación                      |
| -------------------- | ----------------------------------------------- | ----------------------------------------------- |
| Comandante           | Yuri Malenchenko, RSA Expedición 46 Sexto vuelo | Yuri Malenchenko, RSA Expedición 46 Sexto vuelo |
| Ingeniero de vuelo 1 | Timothy Peake, ESA Expedición 46 Primer vuelo   | Timothy Peake, ESA Expedición 46 Primer vuelo   |
| Ingeniero de vuelo 2 | Timothy Kopra, NASA Expedición 46 Segundo vuelo | Timothy Kopra, NASA Expedición 46 Segundo vuelo |